# Relaciones exteriores de Argentina durante el gobierno de Cristina Fernández de Kirchner

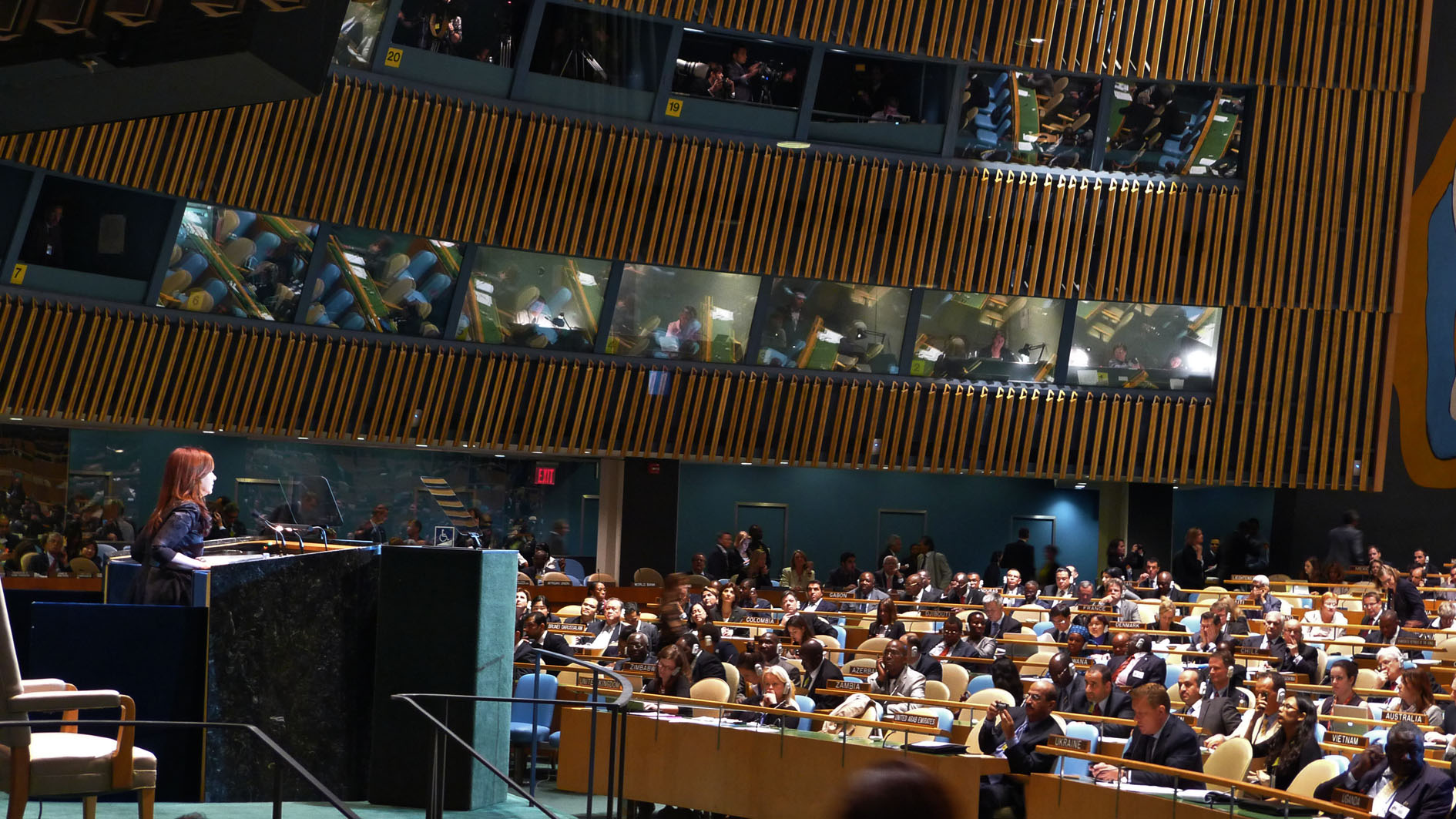
Cristina Fernández de Kirchner defiende ante la Asamblea General de las Naciones Unidas el derecho de Palestina de ser considerado miembro de pleno derecho de la ONU (2011).

Las relaciones exteriores de Argentina durante el gobierno de Cristina Fernández de Kirchner mostró una continuidad de la política de su predecesor, de marcado corte autonomista que fue reforzada por la profundización del Mercosur y la relación con los países asociados, Chile y Bolivia, sobre la base de relaciones equilibradas e igualitarias entre los países. Mantuvo una relación estrecha con los presidentes Lula da Silva, Dilma Rousseff, Hugo Chávez, Evo Morales, José Mujica y Rafael Correa. Se avanzó con nuevos mecanismos de integración regional con la creación de la Unión de Naciones Suramericanas (UNASUR) en 2008 y la Comunidad de Estados Latinoamericanos y Caribeños (Celac) en 2010. Durante su mandato la Unasur jugó un papel importante en la crisis política en Bolivia de 2008, la crisis diplomática entre Colombia y Venezuela de 2010 y en la crisis política de Ecuador de 2010 conocida como 30S

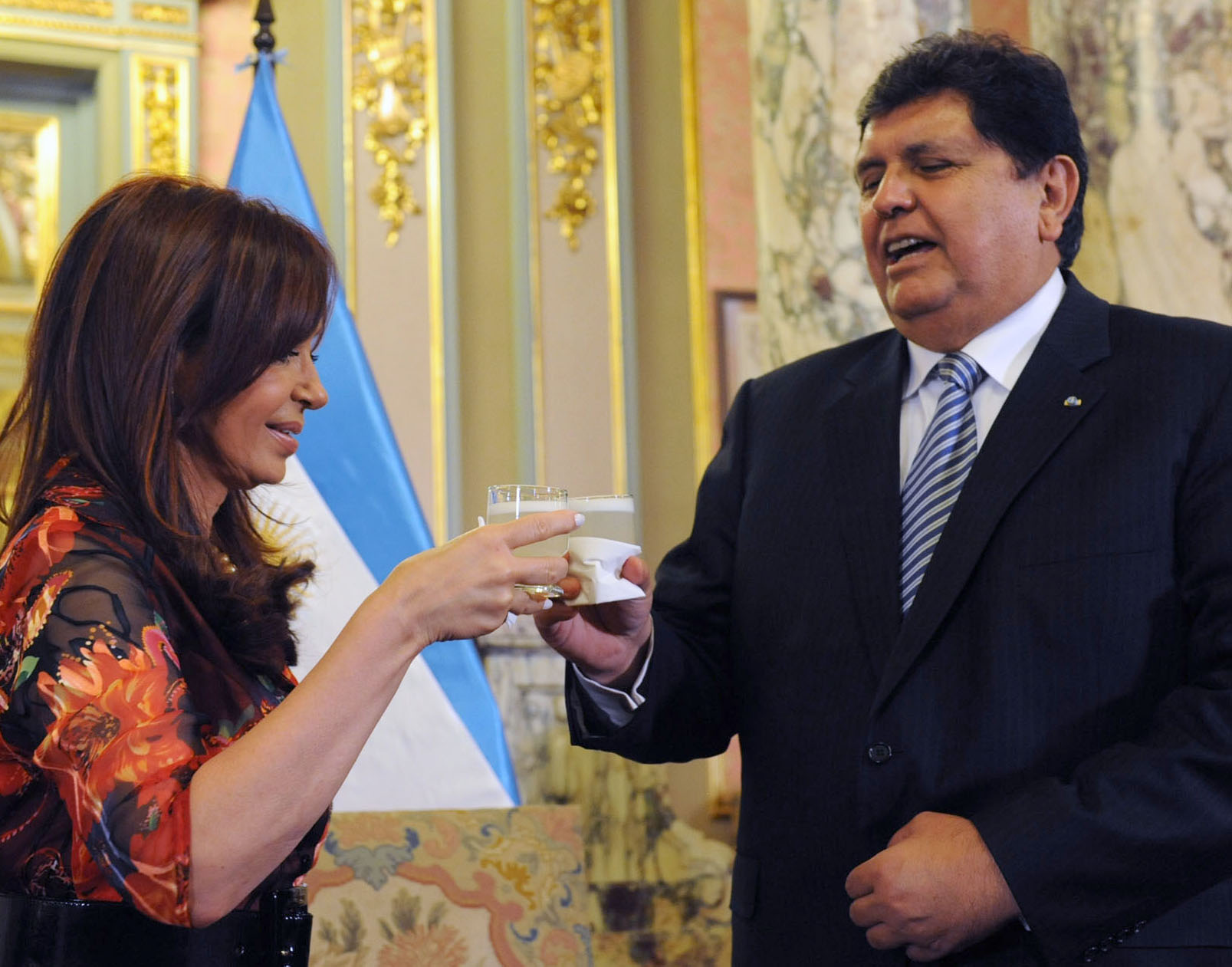
Cristina Fernández de Kirchner, junto a Alan García, expresidente del Perú.

Un rasgo transversal de la política exterior fue la incorporación de la defensa de los derechos humanos mediante la participación activa del país en los organismos internacionales como la Organización de las Naciones Unidas.   
En 2009 la Cancillería argentina presentó a las Naciones Unidas un pedido de expansión de la plataforma continental, que abarca un área de 1 782 500 km², equivalente a más de la mitad del territorio emergido, aplicando las reglas establecidas en la Convención de las Naciones Unidas sobre el Derecho del Mar (CONVEMAR), vigente para Argentina desde 1995. El área reclamada se corresponde también con la zona en la que se encuentran las Islas Malvinas y demás islas del Atlántico Sur sobre las que Argentina mantiene una disputa de soberanía con el Reino Unido. En marzo de 2016 las Naciones Unidas aprobó la petición argentina por unanimidad.  

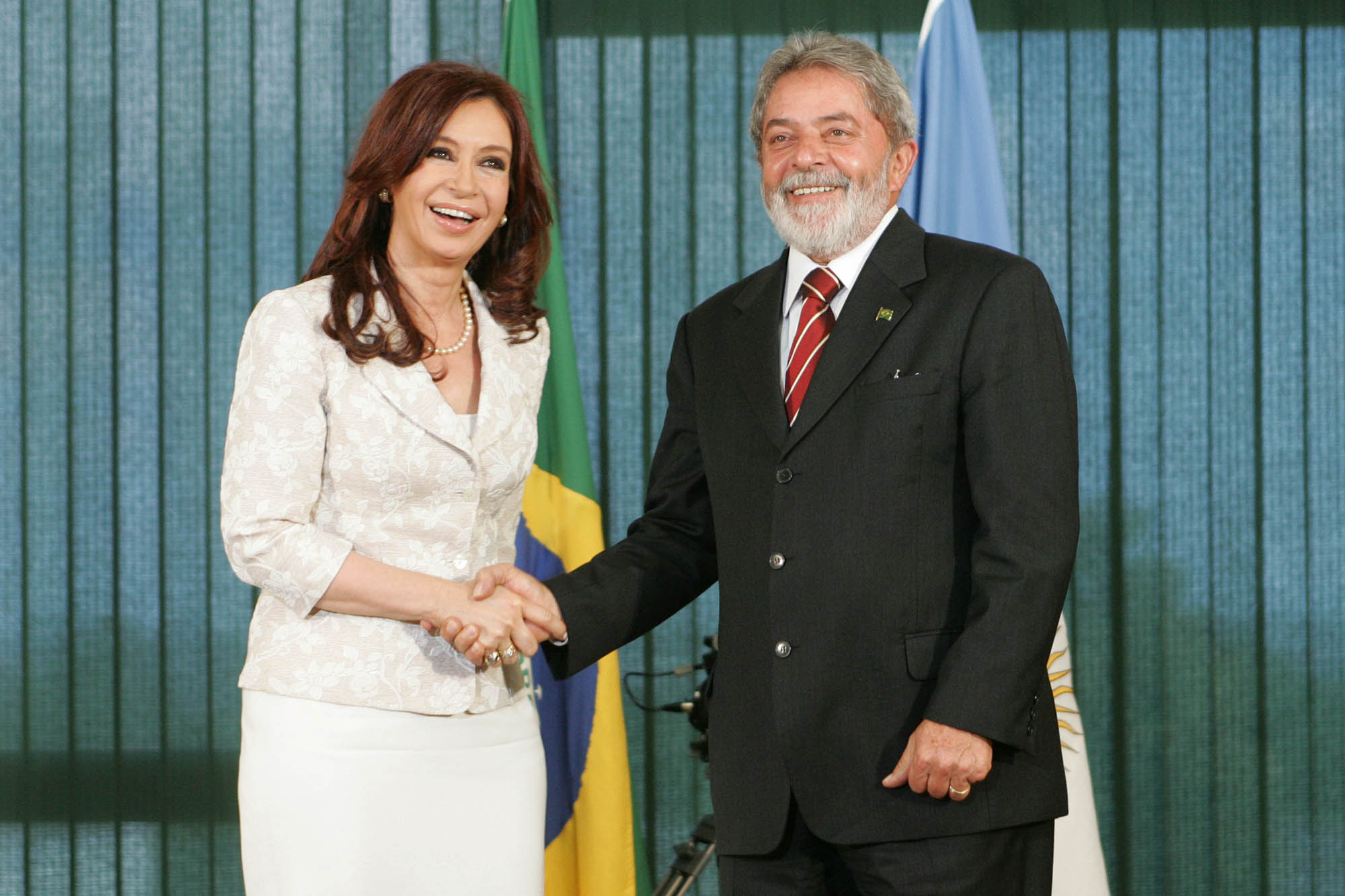
Cristina Kirchner y Luiz Inácio Lula da Silva.

El gobierno encontró un alto respaldo a la cuestión de las Islas Malvinas, que nuevamente fue enarbolada como tema prioritario de la política exterior argentina. La expresa identificación del tema en los documentos de los foros como UNASUR, América del Sur-Países Árabes (ASPA), América del Sur-África (ASA), el G77+China y la CELAC, indican el interés del gobierno argentino por evidenciar el aval internacional al reclamo sobre la soberanía de las islas.
En 2015 la Argentina logró que la Asamblea General de las Naciones Unidas aprobara una resolución estableciendo los Principios Básicos en Procesos de Reestructuración de Deuda Soberana, con una mayoría de 136 votos a favor, 41 abstenciones y solo 6 votos en contra.

## Organismos multilaterales

### Organización de las Naciones Unidas
En 2010 presentó junto a Francia un proyecto de “Convención Internacional para la Protección de todas las Personas contra las Desapariciones Forzadas” frente a la  Comisión de Derechos Humanos. Esta convención entró en vigor en diciembre de 2010. 
Junto a Suiza planteó el establecimiento de un mandato para la creación de una nueva relatoría: el Relator Especial para la Promoción de la Verdad, la Justicia, la Reparación y las Garantías de No Repetición, que promueve la asistencia técnica y el desarrollo del derecho, en el caso de lagunas normativas, y las buenas prácticas. La iniciativa fue aprobada por resolución 18/7 del CDH en 2011. 
A su vez, Argentina presentó, en marzo de 2009 y octubre de 2010, dos proyectos en el ámbito del CDH de ONU (Resoluciones 10/26 y 15/5) con el objetivo de alentar a los Estados a utilizar la genética forense y los avances científicos con los fines de identificar los restos de personas víctimas de violaciones graves a los Derechos humanos.
En 2009 la Cancillería argentina presentó a las Naciones Unidas un pedido de expansión de la plataforma continental, que abarca un área de 1 782 500 km², equivalente a más de la mitad del territorio emergido que sería aprobada años más tarde por la Asamblea General de las Naciones Unidas.
Durante esta etapa la participación argentina en Misiones de Paz de Naciones Unidas tuvo incremento significativo, pasando de unos 560 hombres a 1028 tras el envío de soldados a Haití tras el terremoto.
El 6 de diciembre de 2010, el gobierno argentino reconoció a Palestina como un estado libre e independiente.

### Creación de Unasur
En 2008 con la firma el Tratado constitutivo de la Unión de Naciones Suramericanas (UNASUR), el cual entró en vigor en 2011, organismo integrado originalmente por los doce Estados independientes de Suramérica, cuya población conjunta de más de 400 millones de habitantes representaba el 68% de la población de América Latina. 
Fue fortalecido el vínculo regional con la creación de l caracterizada por la concertación política y la multidimensionalidad de sus áreas de trabajo, donde Argentina participó activamente al momento de estabilizar situaciones conflictivas que marcaron la región. Fue a través de la UNASUR que el gobierno de Fernández convocó a sus pares para tratar la situación de las bases militares estadounidenses en Colombia en 2008. En el caso de quiebres democráticos, como la destitución del Presidente Manuel Zelaya en Honduras en 2009 y del Presidente Lugo en 2012, el gobierno argentino apoyó a la UNASUR y acompañó las medidas de repudio. Otra amenaza desestabilizadora contenida desde la UNASUR fue el intento de golpe de Estado por parte de las fuerzas de seguridad internas al Presidente Rafael Correa en 2010, cuando se sublevó el Regimiento de Policía Quito. El MERCOSUR en tanto, se consolidó como eje prioritario de la política exterior kirchnerista tanto a nivel económico como político.

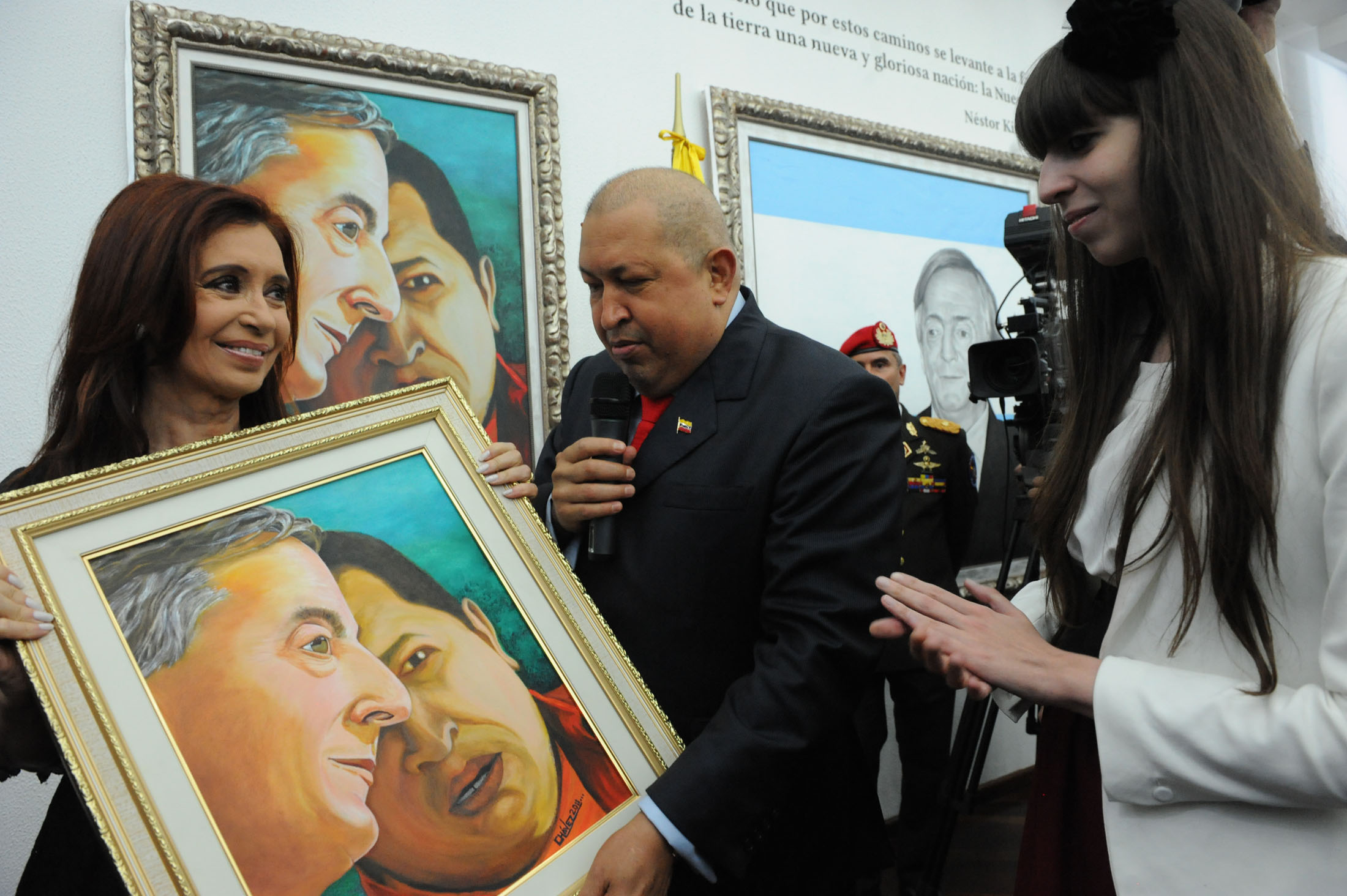
Cristina Kirchner y su hija Florencia junto a Hugo Chávez en el Salón Néstor Kirchner del Palacio de Miraflores.

Durante su mandato la Unasur jugó un papel importante en la crisis política en Bolivia de 2008, la crisis diplomática entre Colombia y Venezuela de 2010 y en la crisis política de Ecuador de 2010 conocida como 30S.
El 3 de mayo de 2010, la política exterior del gobierno argentino logró que el expresidente Néstor Kirchner fuera elegido por unanimidad como primer secretario general de la Unión de Naciones Sudamericanas.
Como parte de los acuerdos continentales impulso el  Anillo Energético Suramericano, para que Argentina, Brasil, Chile, Paraguay y Uruguay sean abastecidos de gas peruano: el gas de Camisea, con gasoductos y transporte en barcos cisterna. En 2008 Argentina firmó un acuerdo para que los argentinos que visiten cualquier país de Suramérica puedan viajar hasta 90 días con solo presentar su documento nacional de identidad.

#### III Cumbre de Unasur
La III Cumbre de Unasur fue encuentro del Consejo de Jefes de Estado y de Gobierno de la Unasur,se realizó en Bariloche, provincia de Río Negro el 28 de agosto de 2009.
La situación de conflicto derivada de los temas tratados en la cumbre anterior dio lugar a la convocatoria inmediata de otra Cumbre de UNASUR para seguir tratando el tema. Se realizó con la presencia de todos los mandatarios de los países miembros, incluido Álvaro Uribe.

### Creación de Celac
En 2010 la Argentina participó en la creación de la Comunidad de Estados Latinoamericanos y Caribeños (Celac), primera vez en la historia que se logró conformar un organismo regional, sin la participación de Estados Unidos. 

### Mercosur

#### Propuesta para flexibilizar la patente de la vacuna contra la gripe A
En la cumbre Mercosur realizada el 24 de julio de 2009, la presidente de Argentina Cristina Fernández reclamó «una suerte de levantamiento o suspensión en materia de derecho de patente» de la vacuna contra la gripe A (H1N1), para poder atender a todas las personas afectadas por la pandemia de gripe A (H1N1) de 2009 a precios socialmente razonables, debido a que el laboratorio que tiene el monopolio de la patente no tiene la capacidad para producir de inmediato todas las vacunas que se necesitan. Fernández informó también que tanto la Argentina como Brasil estaban en condiciones de comenzar sin dilaciones a producir la vacuna contra el virus.
Ese mismo día los jefes de gobierno del Mercosur ampliado (Argentina, Bolivia, Brasil, Chile, Venezuela, Paraguay y Uruguay) aceptaron la propuesta argentina y emitieron una decisión, considerada inédita por la prensa, en la que exigieron la «flexibilización» de las reglas internacionales sobre patentes a fin de permitir la fabricación de la vacuna cuando un país afectado por la pandemia lo necesite.
Textualmente la resolución aprobada por la Cumbre del Mercosur dice:

En caso de que se requiera, se deben activar los mecanismos relacionados con las flexibilidades contempladas por los Acuerdos sobre los Aspectos de Propiedad Intelectual y el Comercio (ADPIC).

#### Ingreso de Venezuela y posterior reincoporación de Paraguay
Tras la suspensión de Paraguay, los restantes tres países aprobaron el ingreso de Venezuela al bloque, que se concretó el 12 de agosto de 2012. El Protocolo de Adhesión de Venezuela al Mercosur había sido suscripto el 4 de julio de 2006 pero no había entrado en vigencia hasta el momento por la falta del ratificación por parte del Congreso paraguayo.
El 13 de julio de 2013 se levantó la suspensión que había sido aplicada a Paraguay. Sin embargo, el entonces gobierno de Paraguay había rechazado su reincorporación al bloque hasta que no se encontrara una forma jurídica para el ingreso de Venezuela al Mercosur, de acuerdo con el derecho internacional. El 18 de diciembre de 2013, el Congreso de Paraguay ratificó el Protocolo de incorporación de Venezuela al Mercosur con lo cual Paraguay se reincorporó de forma total al bloque.

### G-20
Argentina dio prioridad a la participación en las Cumbres de jefes de Estado del G20 -creada luego del estallido de la crisis mundial de 2008. Allí propuso junto a Brasil y a pedido de las organizaciones sindicales internacionales, la inclusión en el G20 de la Organización Internacional del Trabajo, propuesta que fue aprobada por el grupo. En 2011 Cristina Kirchner ejerció la presidencia del Grupo de los 77.

## Relaciones bilaterales con Brasil

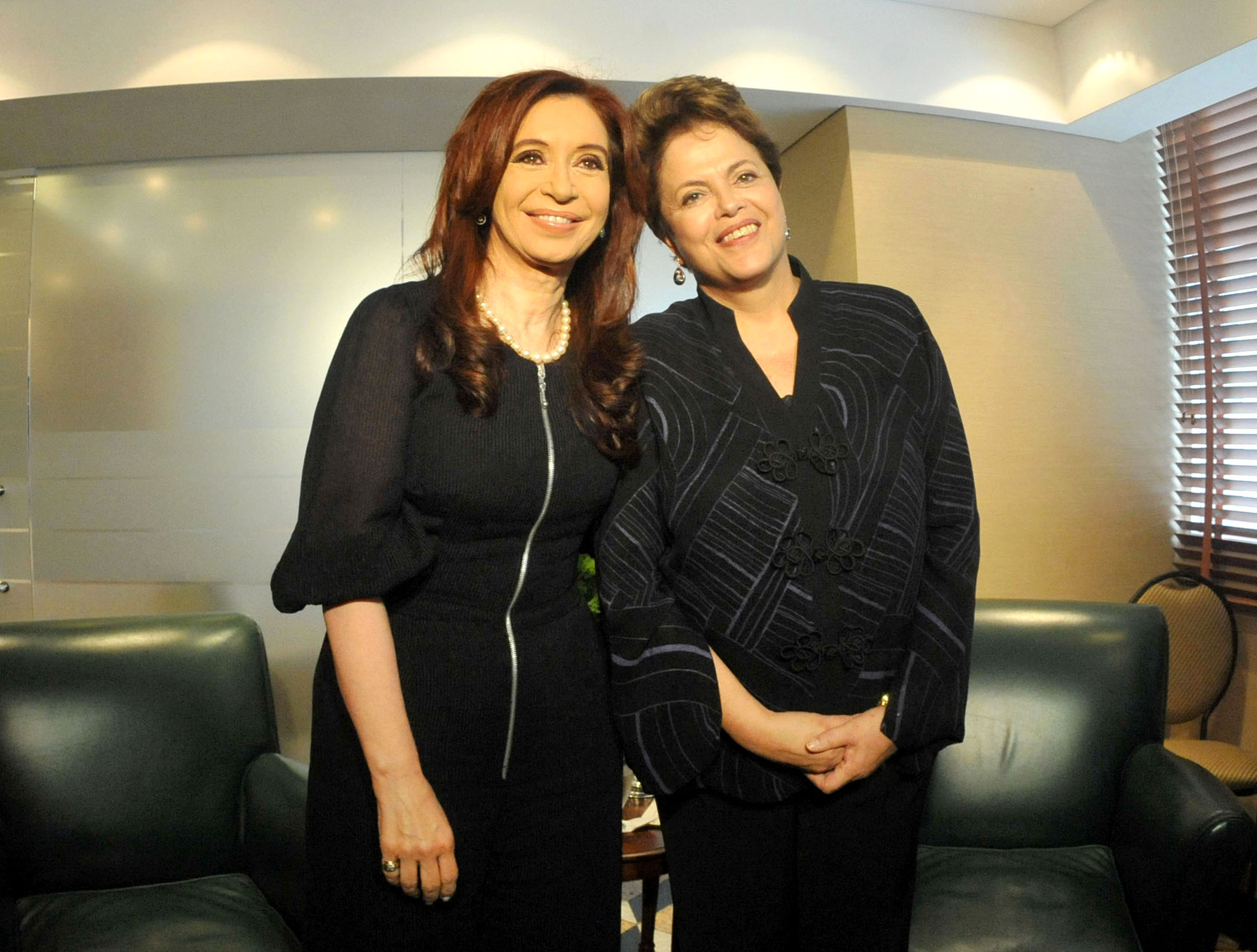
CFK y Dilma Rousseff en Caracas en la cumbre 2011 de la Comunidad de Estados Latinoamericanos y Caribeños.

La administración Néstor Kirchner colocó a Brasil como una prioridad de política exterior y las relaciones con Brasil fueron consideradas estratégicas, dicha política fue continuada por Fernández. Fernández de Kirchner fue la invitada de honor en las celebraciones del Día de la Independencia que tuvo lugar el 7 de septiembre de 2008 y fue testigo del desfile militar en Brasília. Al día siguiente, mantuvo conversaciones con el presidente Lula sobre una variedad de asuntos bilaterales, incluyendo la energía, la defensa y la cooperación nuclear. El 22 de febrero de 2008, los dos países establecieron una comisión binacional para el enriquecimiento conjunto de uranio con fines de energía nuclear.

## Relaciones bilaterales con Estados Unidos

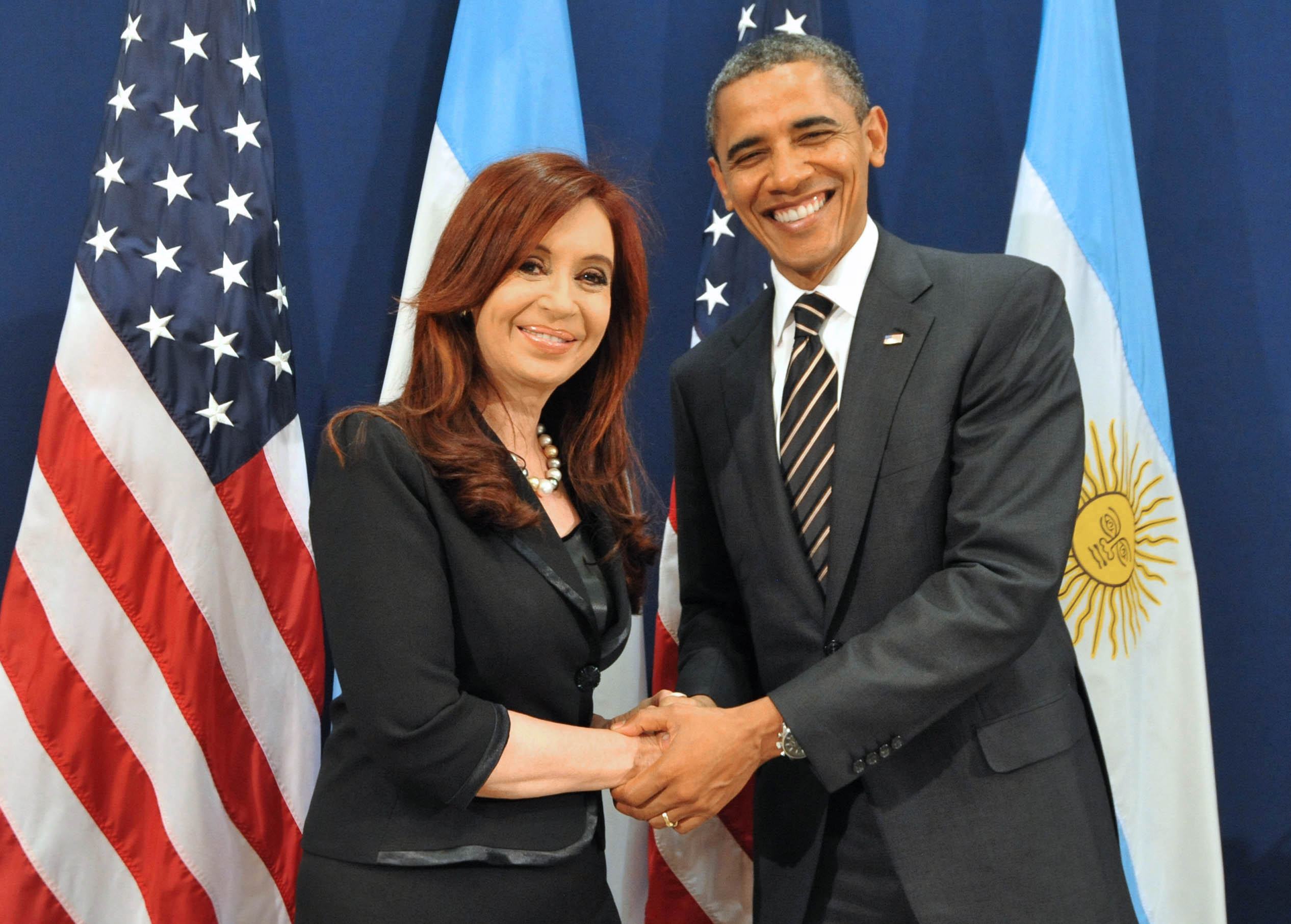
Cristina Fernández con Barack Obama durante la Cumbre del G-20 de Cannes.

En junio de 2007, los Estados Unidos y la Argentina modernizaron un acuerdo bilateral de aviación civil para actualizar las salvaguardias de seguridad y permitir un aumento significativo de las frecuencias de vuelo entre los dos países. El país mantuvo una relación cordial aunque autónoma respecto a los Estados Unidos.
El 25 de febrero de 2009 el nuevo director de la CIA, Leon Panetta, designado por Barack Obama, refiriéndose a la Argentina, Ecuador y Venezuela, al citar a un informante no identificado, señaló que «hay algunos problemas serios a los que tenemos que prestar atención en América Latina que involucran inestabilidad económica». El ministro Jorge Taiana convocó al embajador estadounidense y expresó su disconformidad. El 27 de febrero, Leon Panetta se comunicó con el embajador argentino en Estados Unidos, Héctor Timerman, para pedir disculpas al gobierno y al pueblo argentino, y para confirmar que el dato se lo había comentado un «funcionario latinoamericano», cuya identidad no reveló.

Estados Unidos tiene y quiere mantener una buena relación con la Argentina y no hay explicación para el error que cometí. Me preguntaron de qué países me habían hablado y respondí sin pensarlo... Lo que dije no representa la posición del gobierno de Estados Unidos, pero tampoco la mía personal.
Leon Panetta.

Ese mismo día, el embajador estadounidense en la Argentina, Earl Anthony Wayne, le explicó al ministro Taiana que «los comentarios del director de la CIA no fueron una expresión de la opinión del gobierno de los Estados Unidos sobre la Argentina», confirmando también que los mismos provinieron de un funcionario extranjero que no identificó, y luego organizó con Taiana, una agenda de trabajo conjunto de la presidente Fernández y el presidente Obama en la reunión del Grupo de los 20.
El 1 de marzo de 2010, la secretaria de Estado de los Estados Unidos, Hilary Clinton, realizó una visita a la Argentina donde se entrevistó con la presidente Fernández, para luego dar ambas una conferencia de prensa. Ambos países ajustaron coincidencias orientadas a temas como la ayuda humanitaria ante el terremoto de Haití de 2010, la lucha contra el terrorismo internacional, las políticas de estímulo frente a la crisis económica mundial de 2008-2010 y los programas de seguridad nuclear. Un hecho destacado de la reunión fue el pedido de mediación a Hillary Clinton por parte de Cristina Fernández, y la manifestación de aquella de estar dispuesta a hacer lo que sea necesario para que Argentina y Gran Bretaña se sienten a negociar. En la reunión también se plantearon las diferencias frente a la posición de ambos países ante la situación en Honduras. En la conferencia de prensa, Hillary Clinton felicitó al gobierno argentino por su política de desendeudamiento y el bajo nivel de deuda externa alcanzado.
En 2011 durante una cumbre en Francia tanto Fernández como Obama decidieron brindar una declaración conjunta tras reunirse en Cannes y relanzaron la relación bilateral entre los dos países. Con Estados Unidos tenemos una relación normal y seria”, dijo Cristina en abril de 2010, en la Cumbre de Seguridad Nuclear en Washington. Obama respondió a fin de ese año, con una cuota más de amistad: “Cristina Kirchner es una gran amiga”, dijo, acercando aún más los vínculos entre ambos países." En noviembre de 2015, el entonces embajador, Noah Mamet, había decidido un operativo especial de doble turno para reducir los tiempos de espera para el otorgamiento del documento de la VISA a ciudadanos argentinos.

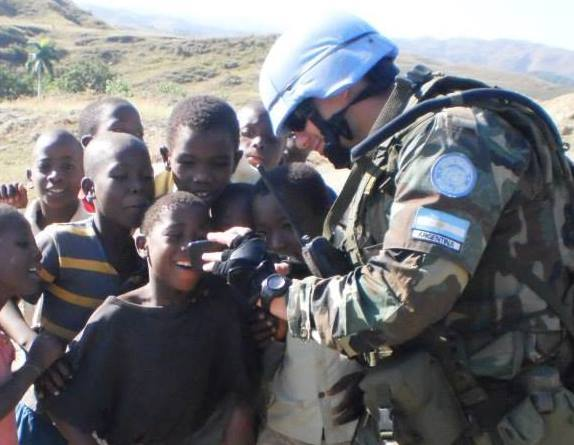
Soldado argentino del contingente de la MINUSTAH en 2012.

En 2013 Cristina Fernández, de Argentina, junto a la presidente Dilma Rousseff, de Brasil, encabezaron las solicitudes de cambio en la estructura de la Organización de las Naciones Unidas (ONU), contra el poder de veto que disfrutan en el Consejo de Seguridad los miembros permanentes, por encima de la opinión de la Asamblea General del organismo mundial. Además de pedir cambios en el sistema económico internacional a fin de evitar los vetos interesados de las grandes potencias y lograr más justicia internacional. Al mismo tiempo que defendió el mutilateralismo e hizo una crítica a la actual composición del Consejo de Seguridad de Naciones Unidas como mecanismo que funciona sobre la base de contextos ya superados de la Guerra Fría que frente a una nueva realidad y nuevos problemas las crisis se están abordando con viejos instrumentos y viejos métodos” y solicitó que sea eliminado el derecho de veto de 5 potencias y que las decisiones se tomen por consenso. y abogo por democratizar organismos políticos como la ONU y fundamentalmente el Consejo de Seguridad.

## Relaciones bilaterales con otros países de América Latina

### Desagravio al Paraguay
En 2007, cuando Cristina era primera dama, elogió en un discurso público al presidente paraguayo Francisco Solano López (1826-1870), calificando a la Triple Alianza como una triple traición a los intereses de Latinoamérica frente a los imperialismos. A ello se sumó el 14 de septiembre de 2007 la imposición del nombre «Mariscal Francisco Solano López» al Grupo de Artillería Blindado 2, una unidad militar del Ejército Argentino con asiento en Rosario del Tala (provincia de Entre Ríos).
Se devolvieron los objetos del presidente paraguayo confiscados durante la guerra por orden de Bartolomé Mitre que estaban en la provincia de Entre Ríos.

### Desagravio al Perú

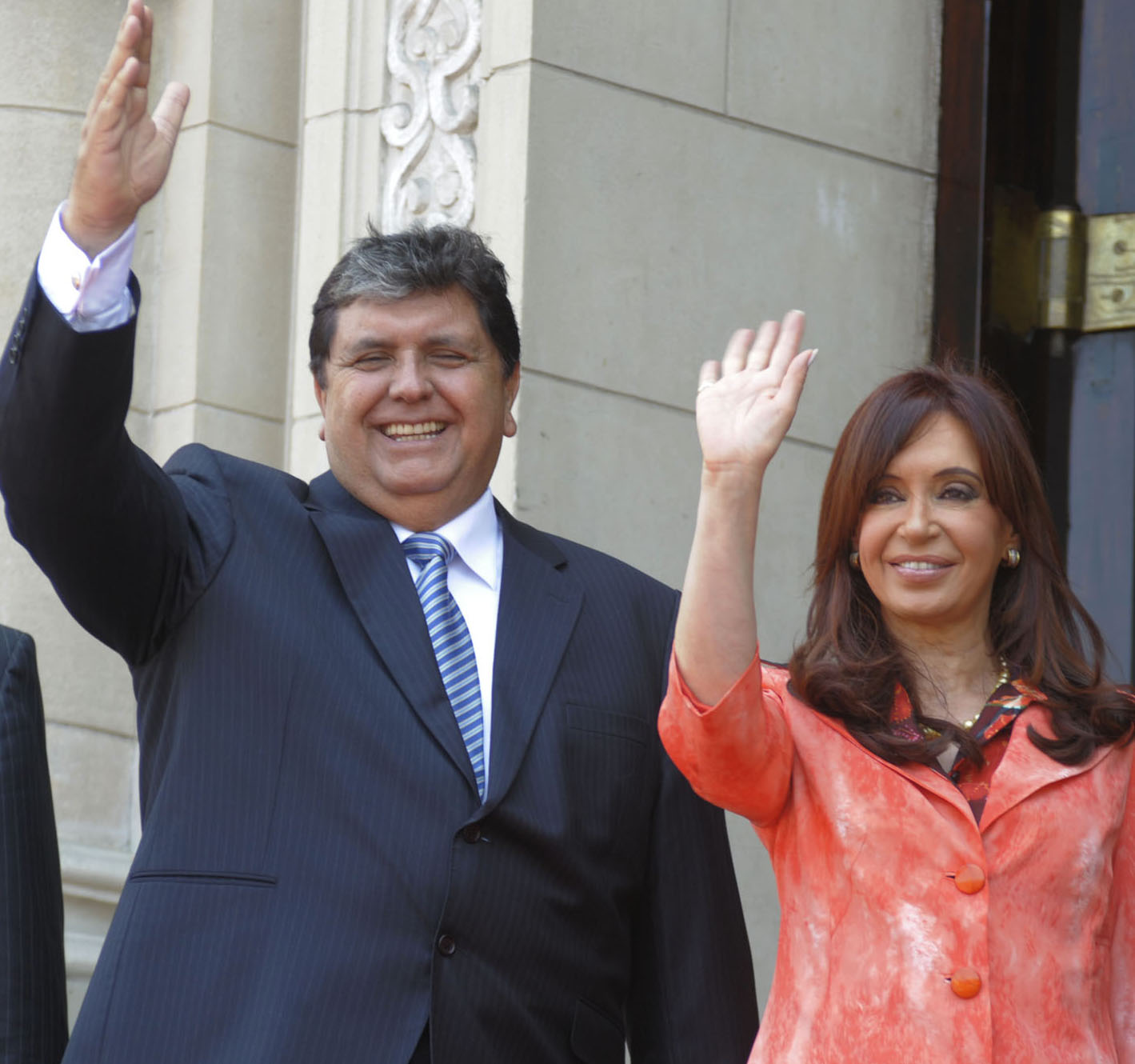
Cristina Fernández de Kirchner junto a Alan García, entonces presidente del Perú.

El 22 de marzo de 2010 la presidente Fernández viajó al Perú con el objetivo central de desagraviar a ese país y normalizar las relaciones, luego de que el expresidente Carlos Menem y el exministro Domingo Cavallo, realizaran en 1995 una operación de contrabando de armas a Ecuador, realizada cuando esos países mantenían un conflicto limítrofe con episodios de enfrentamiento armado, dañando seriamente las relaciones entre la Argentina y el Perú. La Argentina y el Perú habían mantenido una política de alianzas desde los tiempos de la independencia. El Perú, por su parte, proporcionó armas a Argentina durante la guerra de las Malvinas de 1982, acto que la sociedad argentina ha valorado en alto grado. Por estas razones la operación del expresidente Menem había sido vista como una traición histórica de la Argentina contra el Perú.
En esa oportunidad Cristina Fernández se entrevistó con el presidente del Perú Alan García manifestando: «con pocas naciones (la Argentina tiene) relaciones tan importantes como con la querida hermana República del Perú, con tantos lazos históricos comunes. Esta es una visita de desagravio institucional y reparación histórica que nos debíamos a nosotros los argentinos y a nuestros hermanos peruanos. Siento que estoy cumpliendo un mandato de todo el pueblo argentino para reafirmar la importancia de consolidar la unidad de la región como una unidad que no solo tenga basamentos económicos». El presidente Alan García, por su parte, expresó que «fue un enojoso incidente que jamás debió ocurrir, pero no cambia la amistad con el pueblo argentino. Renovamos nuestro afecto y cercanía, y saludamos que podamos hacer muchas cosas juntos».
Durante su visita se firmaron 13 convenios de cooperación y la suscripción de un acuerdo de asociación estratégica destinado a incrementar los lazos comerciales, culturales y educativos. En la capital Cristina Fenández asistió a una sesión solemne en el Congreso de la República en su honor condecorandola con la Orden El Sol del Perú y a la sede de la Municipalidad de Lima, donde el alcalde de Lima, Luis Castañeda, la declaró huésped ilustre de Lima.

### Posición y acciones ante el golpe de Estado en Honduras
El 28 de junio de 2009, ante el golpe de Estado en Honduras que destituyó al presidente constitucional Manuel Zelaya, la presidente Fernández adoptó una estricta política de condena, definiendo la acción como un «retorno a la barbarie» y un «golpe cívico mediático», y propuso desconocer tanto a las autoridades golpistas, como al gobierno surgido de las elecciones convocadas por el gobierno golpista, reclamando la restitución del presidente depuesto. La posición argentina fue coordinada con Brasil, y se impuso como posición general en el Mercosur, la Unasur y la OEA.

### Relación bilateral con Jamaica
Como titular del Ejecutivo inició acuerdos con Hong Kong y Jamaica. Los convenios negociados comprometen a los países firmantes a intercambiar información tributaria. En el caso del acuerdo con Jamaica, el convenio incluye a todos los impuestos gravados o administrados por ese país mientras que en el caso de la Argentina, el pacto alcanza al Impuesto a las Ganancias, Impuesto al Valor Agregado, Impuesto sobre los Bienes Personales e Impuesto a la Ganancia Mínima Presunta.

## Relaciones bilaterales con Rusia
Durante su gestión Argentina y Rusia han estrechado sus lazos bilaterales en todos los ámbitos: político, económico y cultural. Esto se ve reflejado en las visitas de Vladímir Putin en julio del 2014 y Dmitri Medvédev en abril del 2010.
En 2010, Rusia cedió a la Argentina dos helicópteros Mi-171E. En julio de 2014, como parte de un viaje a América Latina, Vladímir Putin visitó Buenos Aires, reuniéndose con Cristina Fernández de Kirchner. Durante la visita oficial se celebraron varios acuerdos de cooperación, entre ellos el desarrollo conjunto de yacimientos de petróleo y gas en Vaca Muerta y la construcción de una represa en la Patagonia. Además, en un acuerdo se estableció que empresas rusas pariticparían en el desarrollo de la tercera central nuclear Atucha. También, durante dicha visita, se anunció que la señal internacional rusa RT en Español iba a estar disponible en la Televisión Digital Abierta de Argentina (TDA) de forma gratuita. Rusia y Argentina han mejorado sus relaciones bilaterales, firmando acuerdos comerciales y energéticos, inversiones en minería y petróleo, proyectos nucleares, entre otros, alcanzando flujo comercial de unos 2000 millones de dólares estadounidenses anuales hacia 2014.

## Relaciones bilaterales con China

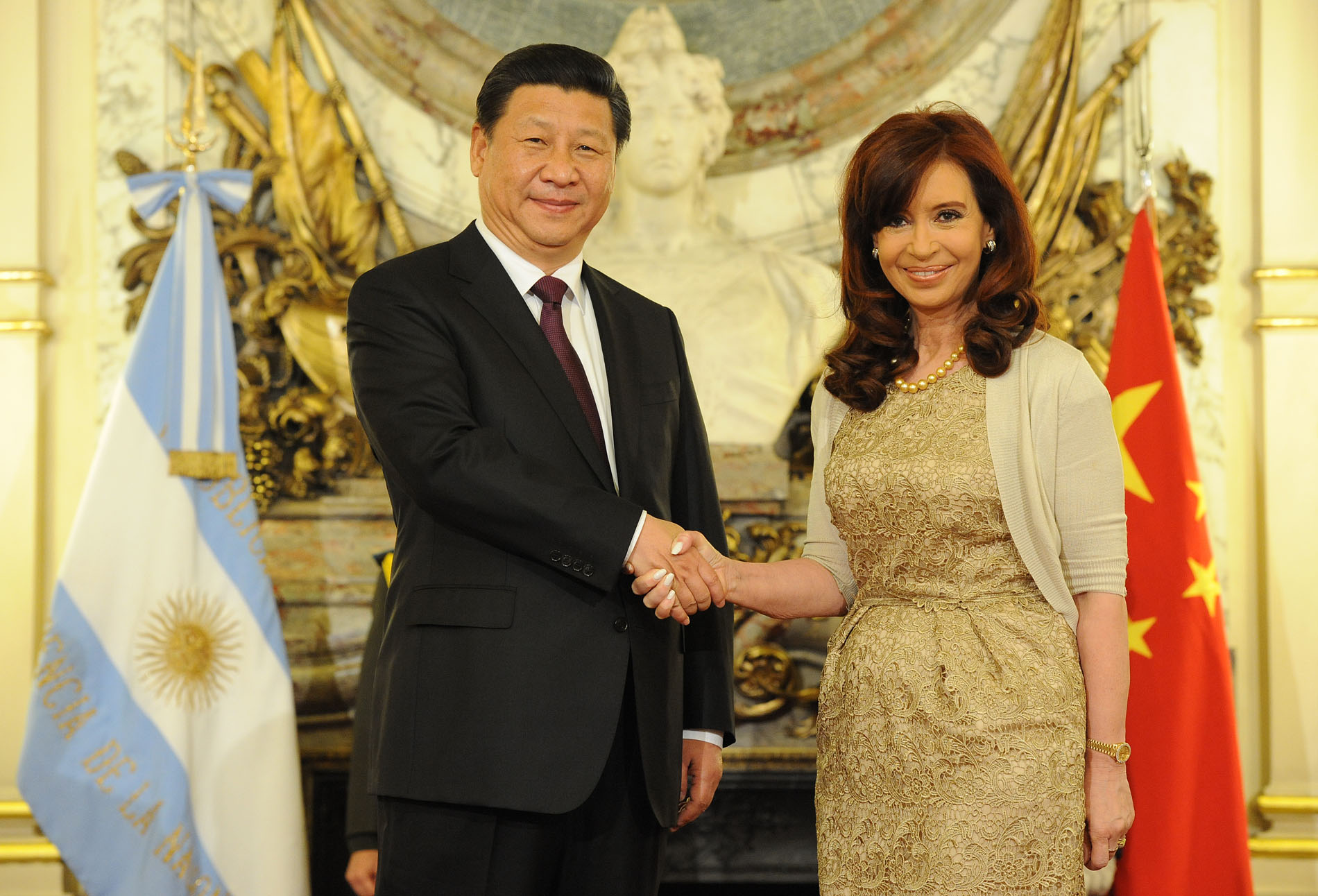
Cristina Kirchner y Xi Jinping.

Con motivo de la visita de Xi Jinping a la Argentina, en 2015 se firmó un convenio entre Argentina y China que promovió la instalación de una estación terrena en la provincia de Neuquén para formar parte de la Red de Espacio Profundo de China. Además, fueron ratificados tres acuerdos principales de cooperación: uno en el tema nuclear, para construir Atucha III con asistencia financiera y equipamiento de aquel país, otro referido a minería, y el tercero, de cooperación aeroespacial. La estación terrena que se construye en cercanías de la localidad neuquina de Las Lajas es un equivalente a la Deep Space Network de la NASA y a la Estación de Malargüe de la red ESTRACK de la Agencia Espacial Europea. Es un proyecto de cooperación inter gubernamental con fines pacíficos. Favorecerá la exploración de la Luna. La estación será utilizada también trabajar en proyectos internacionales e invitar a la comunidad internacional a trabajar desde Argentina en la exploración del espacio. Gracias a la estación espacial Argentina tendrá beneficios por parte de CONAE como el acceso gratuito de uso de la antena para desarrollo de proyectos nacionales y de cooperación regional e internacional, como también la participación argentina en programas de exploración interplanetaria y, mediante esta estación de apoyo, al programa de exploración de la Luna y Marte, se podrá, además desarrollar actividades con la Universidad Nacional del Comahue y la Universidad Tecnológica Nacional, a partir del uso compartido de la estación.
En 2014 Gobierno firmó un acuerdo con China para construir la central nuclear Atucha III en Zárate que iba a dar trabajo a 5000 personas Atucha IV, para potenciar el estratégico sector para el país. El financiamiento del 85% corría por cuenta de China. Finalmente el acuerdo se complementó con otro firmado en 2015 por 14.000 millones de dólares de inversión China en Argentina para la construcción dos centrales nucleares la nueva central significará a la Argentina un ahorro de 1 500 millones de dólares en la compra de combustibles fósiles por año.
El 10 de septiembre de 2015, la Asamblea General de las Naciones Unidas aprobó por 136 votos a favor, seis en contra y 41 abstenciones una resolución que consistió en una serie de principios básicos recomendados sobre la reestructuración de la deuda soberana de los Estados que establece que si una mayoría de los prestamistas acepta el arreglo propuesto por el estado deudor, el resto debe seguir esa decisión y no ir a litigar a tribunales. La propuesta fue impulsada por la Argentina y el Grupo de los 77 más China, de los cuales nueve de sus puntos fueron redactados por la representante argentina. En febrero de 2015 durante una nueva gira a China se firman 15 acuerdos comerciales entre ellos uno para la construcción de 2 centrales nucleares la IV Central Nuclear y una potencia: 70 megavatios con una complementacion de componentes del 70% nacionales y el acuerdo para la V Central Nuclear con una potencia 1.000 megavatios y una inversión de USD 7.000 millones con un 50% componentes nacionales.

## Relación con el continente africano
En lo que respecta a las relaciones institucionales, cabe señalar que se abrieron cuatro representaciones diplomáticas en el continente y se firmaron numerosos acuerdos que revelan el acercamiento: en el período 2003-2015 se suscribieron 67 acuerdos, que representan casi el
46 % de la totalidad de los acuerdos firmados con África Subsahariana en toda la historia. En cuanto a visitas de alto nivel, se destaca la de la presidente a Angola en 2012 y los más de una docena de viajes de Cancilleres y Vicecancilleres a Sudáfrica, Kenia, Angola, Etiopía, Senegal, Costa de Marfil, Yibuti, Tanzania, República Democrática del Congo y Guinea Ecuatorial, principalmente a partir de 2007. Se abrieron Embajadas en Angola (2005), Etiopía (2012) y Mozambique (2013) y el Consulado de Johannesburgo (2010); además el país ingresó en calidad de observador de la Unión Africana (UA) en 2009 y de la Comunidad Económica de Estados de África Occidental (ECOWAS) en 2010. Este accionar se contrapone al cierre de las representaciones en la década previa: Costa de Marfil, Etiopía y Tanzania (1991), Zaire (1992) y Gabón (1993).
La intención de acercamiento político también se expresó en la participación argentina en los procesos de inter-regionalismo inaugurados en los albores del siglo XXI. En las Cumbres ASPA y ASA37, Argentina reiteró la importancia de la cooperación Sur-Sur y el multilateralismo como mecanismos efectivos para alcanzar consensos con la meta de promover el desarrollo en ambas regiones y reformas en los organismos internacionales. La nueva importancia dada a África, con el objetivo de diversificar los mercados de exportación para el país se expresó en la balanza comercial con África Subsahariana ha sido históricamente favorable para Argentina, profundizándose esta tendencia durante las administraciones kirchneristas. Entre 2003 y 2012, de un total exportado de 633 mil millones de dólares se pasó a 2.314 millones, en tanto las importaciones solo aumentaron de 122 millones a 654 millones. Argentina fue calificada en este período por la Comisión Económica para África de Naciones Unidas como un emerging partner (African Development Bank et. al., 2011) en tanto fue considerada como una economía emergente cuyas relaciones económicas con África crecieron rápidamente, brindando a los socios africanos asistencia técnica diseñada en el Sur y proveyendo bienes de consumo accesibles y bienes de capital.
En 2008 con el objetivo de abrir nuevos mercados inició una gira internacional en el continente africano recorriendo Argelia, Túnez, Egipto y Libia, cuatro países con los que se esperaba concretar operaciones comerciales en materia energética, alimentaria de genética y biotecnología, por un volumen de exportaciones de 4000 millones de dólares anuales. Al respecto señaló que "aspiramos a diversificar nuestra matriz de exportaciones, y el principal sentido de la gira que está por delante es ése generar relaciones y negocios con países con los que no ha habido un vínculo sostenido a lo largo de nuestra historia y con los que puede surgir una cooperación Sur-Sur".

## Soberanía de las islas Malvinas
El 3 de febrero de 2010 el Ministerio de Relaciones Exteriores realizó una protesta formal ante la decisión del Reino Unido de instalar una plataforma marítima para explorar yacimientos petrolíferos en las islas Malvinas. La Argentina reclama la soberanía sobre las islas Malvinas que ejerció hasta 1833, cuando fue ocupada por Estados Unidos y Gran Bretaña sucesivamente. El archipiélago se encuentra entre los territorios no autónomos a ser descolonizados bajo supervisión de la ONU.
Ese mismo día altos dirigentes de la oposición se reunieron en Gran Bretaña con el gobierno para entre ellos los diputados Adrián Pérez, de la Coalición Cívica, y Oscar Aguad, presidente del bloque de la Unión Cívica Radical. Los legisladores argentinos fueron severamente cuestionados por el gobierno de Cristina Fernández, por «prestarse a una operación política» británica, con el fin de apoyar la escalada británica en la disputa por la soberanía de las islas.
La presidente Cristina Fernández respondió a la decisión británica con una prohibición de utilizar puertos argentinos para proveer bienes a las islas Malvinas y solicitó el apoyo al reclamo argentino por parte de los demás países latinoamericanos.
En ocasión de la II Cumbre de América Latina y el Caribe sobre Integración y Desarrollo, realizada el 23 de febrero, los 32 países latinoamericanos manifestaron por unanimidad su apoyo a los «legítimos derechos de la República Argentina en la disputa de soberanía con el Reino Unido de Gran Bretaña e Irlanda del Norte relativa a la cuestión de las islas Malvinas», y declararon que la presencia británica en esos territorios constituyen una «intrusión».
El Gobierno argentino puso de manifiesto que el apoyo a la Argentina incluye a varias naciones que fueron colonias británicas e integran la Mancomunidad de Naciones, como Jamaica, Barbados y Belice. En su discurso ante la cumbre, Cristina Fernández denunció que «los que tienen un sillón permanente en el Consejo de Seguridad de la ONU pueden violar sistemáticamente las resoluciones de ese organismo, y el resto de los países se ven obligados a cumplirlas bajo pena de ser considerados un país enemigo, intervenidos bélicamente o intervenidos políticamente sus gobiernos.»
Finalmente, el 1 de marzo de 2010, la secretaria de Estados de los Estados Unidos, Hilary Clinton, realizó una visita a la Argentina donde recibió con agrado el pedido de Cristina Fernández para mediar ante Gran Bretaña. Clinton dijo que el diferendo por las Malvinas es un «asunto que debe ser resuelto entre el Reino Unido y Argentina» y «si hay alguna manera en que podemos ayudar para facilitar este esfuerzo, estamos listos a hacerlo».
Tanto la postura Hillary Clinton, como el apoyo unámime de los países latinoamericanos y caribeños, ha sido considerada como un triunfo histórico para la posición argentina y causó «desconcierto y consternación» en Gran Bretaña.
En lo que respecta a la soberanía de las Islas Malvinas el gobierno ha mantenido una constante presencia en la Organización de las Naciones Unidas, quien siempre ha fallado favorable a Argentina. Ante la escalada de tensión por la exploración petrolífera de las mismas por parte de Gran Bretaña, la presidente respondió con una prohibición de utilizar puertos argentinos para proveer bienes a las islas Malvinas, posición apoyada por la Unasur en su conjunto. Este reclamo fue escuchado por Hillary Clinton, quién se mostró personalmente dispuesta a mediar, situación que causó desconcierto en los británicos.
En 2011 se aprobó una ley que garantizaba la cobertura de salud a través del Programa Nacional de Atención a Veteranos de Guerra que gestiona el INSSJP – PAMI que cubría las patologías prevalentes en el sector.
Cabe mencionar que Argentina obtuvo el respaldo de la comunidad latinoamericana y el Caribe en torno a la postura de recuperar las islas mediante la vía pacífica mientras que el Reino Unido a través de los dichos de su primer ministro británico David Cameron señalaron que la soberanía de las Malvinas la deciden los mismos isleños por su derecho de autodeterminación. A pesar de la militarización del océano Atlántico Sur denunciada por el gobierno argentino ante las Naciones Unidas, el primer ministro Cameron respondió que dicho envió de buques no es una acción de militarización de la región de las islas y el Atlántico sur, sino son partes de ejercicios rutinarios.
En septiembre de 2015 se lanzó la Beca Thomas Bridges, un programa de becas creado por el gobierno de Argentina y llevado a cabo por la Subsecretaría de Gestión y Coordinación de Políticas Universitarias del Ministerio de Educación, para que jóvenes residentes en las islas Malvinas realicen sus estudios universitarios en el territorio continental argentino.

## Expansión de la plataforma continental

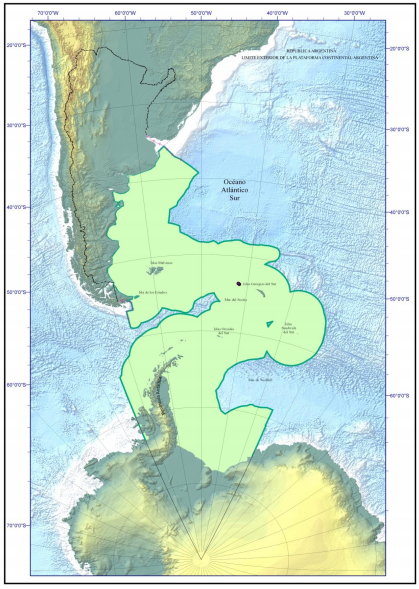
Mapa oficial de la plataforma continental argentina elaborado en 2009 por la Cancillería argentina, que formó parte del pedido de extensión de la frontera de la plataforma continental aprobado por las Naciones Unidas en 2016. En verde claro puede verse la plataforma continental bajo soberanía nacional.

En 2009 el MRECIyC presentó a las Naciones Unidas un pedido de expansión de la plataforma continental, que abarca un área de 1 782 500 km², equivalente a más de la mitad del territorio emergido, aplicando las reglas establecidas en la Convención de las Naciones Unidas sobre el Derecho del Mar (CONVEMAR), vigente para Argentina desde 1995. El área reclamada se corresponde también con la zona en la que se encuentran las Islas Malvinas y demás islas del Atlántico Sur sobre las que Argentina mantiene una disputa de soberanía con Gran Bretaña. En marzo de 2016 las Naciones Unidas aprobó la petición argentina por unanimidad.

## Política antártica

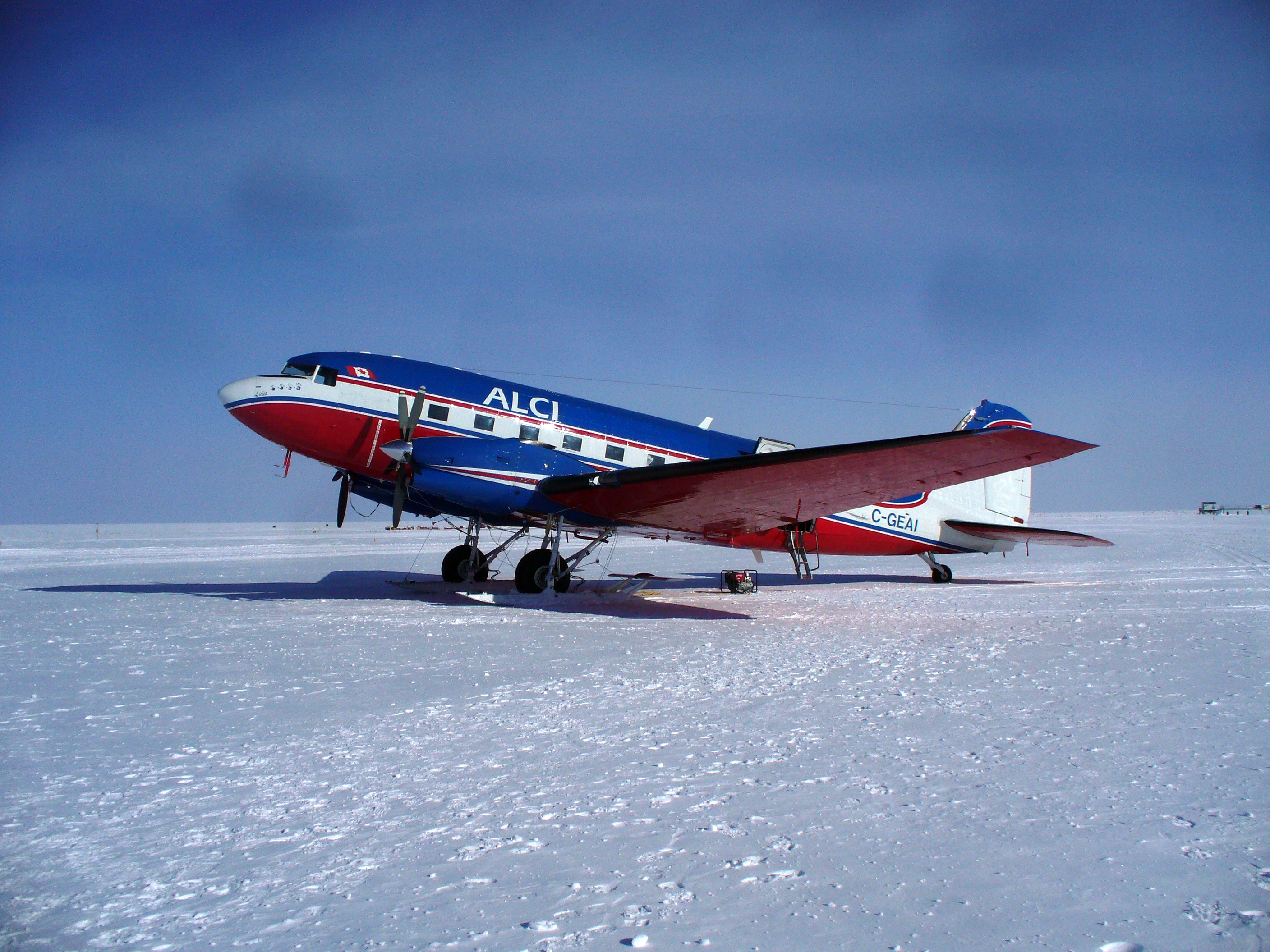
DC-3 de ALCI

Durante la campaña antártica de 2009/2010 se completó la construcción del nuevo edificio principal de la Base Belgrano II. La nueva casa posee una superficie cubierta de alrededor de 500 m² junto a mayores comodidades y espacios para esparcimiento y se encuentra emplazada sobre lo que fue antiguamente la antigua casa.
En la Antártida en 2010 se realizó un relevamiento aerofotogramétrico en la Base Marambio y alrededores, acción que no se ejecutaba desde 1978. Se actualizaron los planos cartográficos de ese sector. En la Campaña Antártica de Verano 2010/2011 se destinó a la Base Almirante Brown un grupo de tareas de 12 personas para armar un muelle para operación de embarcaciones y maniobras de descarga, y realizar construcciones y mantenimiento en la base y realizar estudios en la bahía Paraíso.
El 4 de enero de 2009 y tras varias décadas, se reactivó la Base Matienzo para albergar nueve efectivos de la Fuerza Aérea, bajo cuya jurisdicción se halla la base. Fue la primera vez que una base antártica estuvo habitada únicamente por personal femenino.
En 2014 junto a su par Bachelet constituyó el eje del desarrollo conjunto de la Patrulla Naval Combinada Antártica que custodia los recursos de ambos países cuestiones relativas a los recursos vivos marinos antárticos. Se firmó con el presidente Mujica un convenio de cooperación entre Argentina y Uruguay con la finalidad de «fomentar intercambios científicos» entre ambos países.
Entre 2008 y 2014 se requiparon completamente las bases Orcadas, Jubany, Melchior, Cámara, Esperanza, Decepción, Orcadas, San Martín Marambio y el Refugio Naval Francisco de Gurruchaga que tenían equipos obsoletos. En la base chilena Frei, también fue requipada por ambos países admitiendose por primera vez científicos argentinos de forma permanente.
En diez años, la cantidad de científicos que participaron de las Campañas Antárticas se multiplicó por tres, pasando de 117 profesionales en el período 2003-2004 a más de 320 en 2015, lo que se tradujo en un aumento constante de la producción de material especializado e investigaciones para el país. Esto puso a la ciencia argentina en la vanguardia de otras naciones. De los 254 artículos científicos sobre la Antártida publicados por países de América Latina, 146 fueron producidos en Argentina. Posteriormente el ministro de Defensa, Agustín Rossi, llevó a cabo la reactivación y refuncionalización de una nueva Base permanente con una actividad estratégica en la logística para la investigación.

## Gestiones humanitarias

### Por los rehenes de las FARC

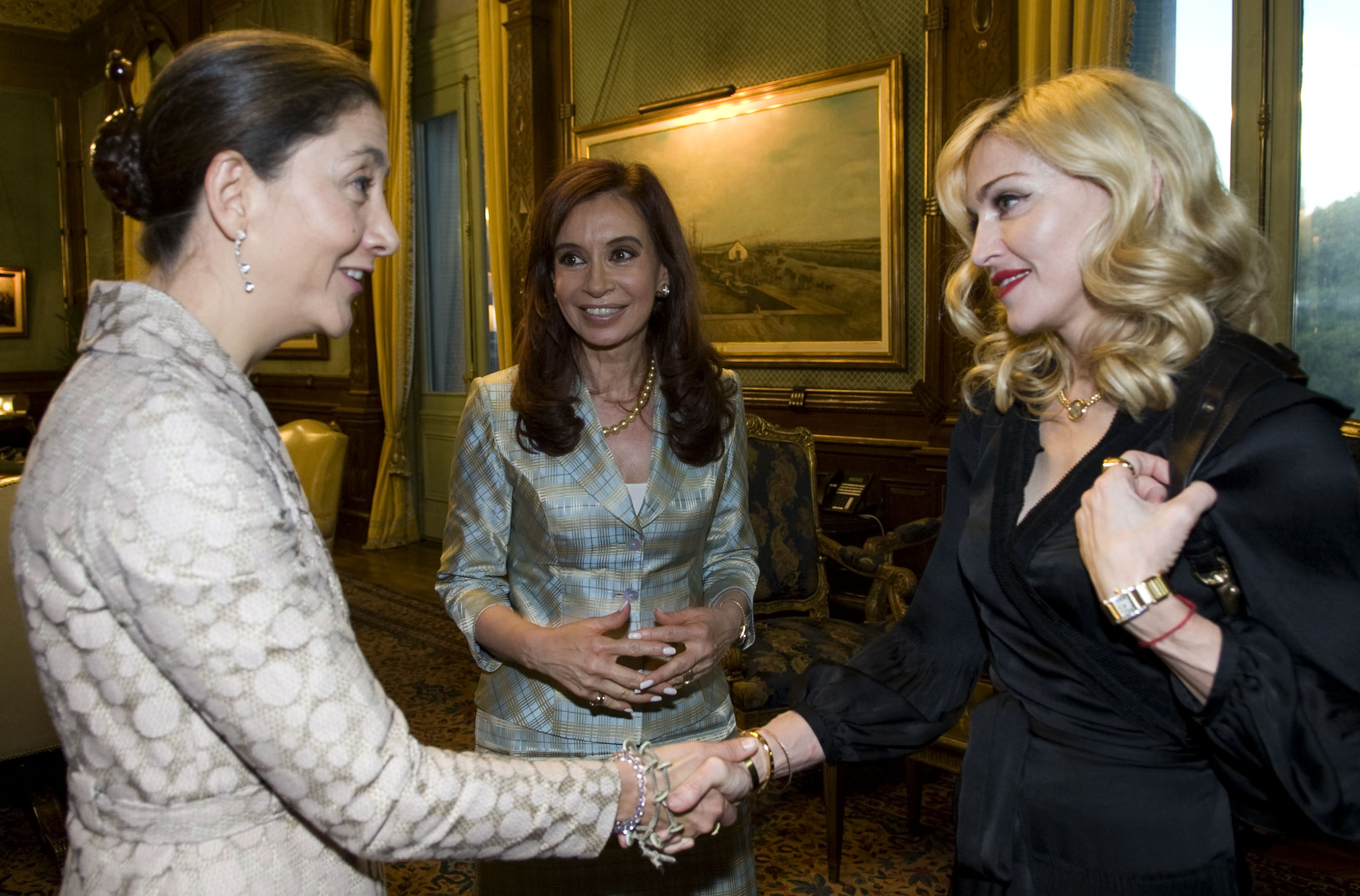
La cantante Madonna, Íngrid Betancourt y Cristina en la Casa Rosada.

La primera mandataria ha intervenido en las gestiones relativas al canje humanitario de los rehenes de las FARC en la República de Colombia, problema sobre el que había venido trabajando desde un tiempo antes de asumir, cuando invitó al país a la madre de Íngrid Betancourt, en mayo de 2007.
Ya asumido el poder como presidente, dispuso que su esposo, el expresidente Néstor Kirchner, integrara la misión humanitaria que viajó a un municipio colombiano para instrumentar el canje, aunque finalmente el mismo no pudo realizarse en esa ocasión. En abril de 2008 viajó a París para participar en la Marcha Blanca por la libertad de Betancourt.
El gobierno francés agradeció el compromiso argentino.
Una vez liberadas, las rehenes Clara Rojas y Consuelo González, viajaron a la Argentina para agradecer a la presidenta las gestiones que contribuyeron a su liberación.
Lo mismo hizo Ingrid Betancourt en diciembre de 2008,
luego de ser liberada en julio de ese año, oportunidad en la que le manifestó a la presidenta Fernández:

Te debo mucho a ti y al presidente Kirchner. Por eso quise estar aquí para expresar mi gratitud en forma personal.
Ingrid Betancourt.

### Por Hilda Molina
Entre las gestiones humanitarias llevadas adelante por la presidente Fernández se encuentran las que realizara ante el gobierno de Cuba para que este autorizara a la médica Hilda Molina a salir de ese país, con el fin de visitar a su madre enferma, a su hijo y a sus dos nietos argentinos, residentes en la Argentina. Cristina Fernández había iniciado las gestiones en 2004, hasta que el 12 de junio de 2009 el gobierno cubano emitió la autorización solicitada. El 14 de junio, Hilda Molina llegó a la Argentina, agradeciendo a la presidente y al pueblo argentino por las gestiones realizadas.